# Moshi Cooperative University
Die Moshi Cooperative University (MoCU) ist eine staatlich anerkannte Universität in der Stadt Moshi in Tansania.

## Lage
Das Hauptgebäude der Universität liegt am Fuße des Kilimandscharo etwa zwei Kilometer nördlich von Zentrum und Bahnhof in Moshi. Das Institut für Genossenschafts- und Wirtschaftspädagogik befindet sich in Shinyanga. Außerdem betreibt die Universität 13 über Tansania verteilte Regionalbüros:
- Mtwara (für die Regionen Mtwara und Lindi)
- Mbeya (für die Regionen Mbeya, Rukwa und Songwe)
- Moshi (für die Regionen Kilimandscharo und Arusha)
- Shinyanga (für die Regionen Shinyanga und Simiyu)
- Mwanza (für die Regionen Mwanza, Geita, Mara und Kagera)
- Iringa (für die Regionen Iringa und Njombe)
- Dodoma (für die Regionen Dodoma und Morogoro)
- Daressalam (für die Regionen Pwani, Daressalam und die Inseln Unguja und Pemba)
- Singida (für die Regionen Singida und Manyara)
- Songea (für die Region Ruvuma)
- Tanga (für die Region Tanga)
- Tabora (für die Region Tabora)
- Kigoma (für die Regionen Kigoma and Katavi).

## Geschichte
Der Vorgänger der Universität, das Co-operative College Moshi, wurde 1963 gegründet. Dieses war dem damaligen Ministerium für Genossenschaften und Gemeinschaftsentwicklung unterstellt. Im Jahr 1964 wurde das College ein selbständiges Institut mit einem eigenen Vorstand. 2004 wurde das College der Universität Sokoine unterstellt und 2014 eine eigenständige Universität.

## Studienangebot
Die Universität besteht aus zwei Fakultäten:
- Fakultät für Genossenschafts- und Gemeinschaftsentwicklung: Die Fakultät beherbergt vier Basis-Studiengänge, zwei weiterführende Diplomstudiengänge, einen Master-Studiengang und einen Studiengang zum Doktor der Philosophie.[4]
- Fakultät für Wirtschaftsinformatik: Die Fakultät bildet 1500 Studenten mit 67 wissenschaftlichen Mitarbeitern aus.[5]

## Zusatzleistungen
- Unterkunft: Ein Teil der Studenten kann in Wohnheimen auf dem Campus untergebracht werden.
- Mensa: Die Mensen werden privat geführt. Das Kochen in den Wohnheimen ist nicht gestattet.
- Sport: Das Ushirika-Stadion ermöglicht die Sportarten Volleyball, Basketball, Fußball, Leichtathletik und Netzball.
- Gesundheit: Die Universität verfügt über ein Gesundheitszentrum in Moshi und eine Apotheke in Shinyanga.

## Rangliste
Von EduRank wird die Universität als 12. in Tanzania, als Nummer 341 in Afrika und 8751 weltweit geführt (Stand 2021).